# Fernando Maura Barandiarán
Fernando Maura Barandiarán (Bilbao, 30 d'abril de 1955) és un advocat, polític i escriptor  espanyol.

## Biografia
Nascut a Bilbao a l'abril de 1955, és advocat i economista per la Universitat de Deusto, a més d'articulista i escriptor de novel·la i assaig. És besnet de Antoni Maura,  president del Consell de Ministres durant el regnat d'Alfons XIII.
En 1980, mentre preparava els estudis d'accés per a la Escola Diplomàtica, la banda terrorista ETA va assassinar l'empresari Enrique Aresti Urien, soci del seu pare en l'asseguradora la Unió i el Fénix, de manera que Fernando va tornar a Bilbao per ajudar en el negoci familiar. Posteriorment, va ser elegit membre de l'executiva del Bureau International des Producteurs d'Assurances et des Reassurances, amb seu a París, i director regional de la Unió i el Fénix al País Basc.
Va militar en el  PSOE durant la Transició, sent membre de la Comissió Executiva Federal de les Joventuts Socialistes d'Espanya des de setembre de 1977 fins a desembre de 1979. Va ser triat en el XIII Congrés de les JSE, el setembre de 1977, per a exercir el càrrec de Secretari Estudiantil. Posteriorment, després de la remodelació de la Comissió Executiva de 2 de juny de 1979, va passar a exercir el càrrec de Secretari Municipal de les JSE fins a la celebració del XIV Congrés el 21 de desembre de 1979. Quan va tenir lloc el 23-F, ja estava començant a néixer en ell «un escepticisme respecte del PSOE i la preferència per un liberalisme no molt distant de la socialdemocràcia». Va ser expulsat del PSOE a través d'una carta signada per Ricardo García Damborenea.